# Childhood's End (Stargate Atlantis)
Childhood's End (El Fin de la Infancia) corresponde al sexto episodio de la primera temporada de la serie de televisión de ciencia ficción Stargate Atlantis.

## Trama
Explorando otro mundo, el equipo Atlantis repentinamente pierde el control de su Saltacharcos y se estrellan. Según Rodney McKay, ello fue provocado por campo electromagnético, así que los cuatro van entonces a investigar su fuente, encontrándose de paso con los habitantes del planeta. Sin embargo, el equipo se da cuenta de que ninguno de los nativos supera los 25 años, y pronto descubren porque. Resulta que al cumplir los 25 años, las personas de esta sociedad se suicidan, debido a que ellos creen que así los Wraith (Stargate) no volverán a su mundo. Se trata de una antigua tradición dejada probablemente por los “Ancestros”, pero que efectivamente parece funcionar ya que los Espectros no han venido desde hace muchos siglos.
Poco después, intentando averiguar qué causó exactamente la caída del Saltador, el equipo descubre la verdadera causa de por qué los Wraith no han atacado este mundo. Ellos encuentran un aparato potenciado por un ZPM, el cual actúa como algún tipo de dispositivo de pulso electromagnético que inhabilita todos los dispositivos eléctricos dentro de su radio de alcance, incluyendo los de los Espectros y Atlantianos. Los Wraith no han vuelto porque, incluso si ellos simplemente aterrizaran fuera del campo, en algún momento perderían su ventaja tecnológica.
El Dr. McKay cree que aquel ZPM les permitirá darle energía a los escudos de Atlantis, por lo que decide tomarlo y traerlo a la ciudad, aunque Sheppard le dice que será por poco tiempo, ya que uno de los nativos con el que hizo amistad (Keras, uno de los "ancianos" de la villa) va quitarse la vida al día siguiente. Sin embargo, al volver, la Dra. Weir inmediatamente le ordena devolverlo, lo cual deciden realizar una vez que se comprueba que el MPC es inútil para Atlantis, debido a que solo tiene energía suficiente para mantener activado el escudo por algunas horas. En cambio, para aquel planeta representa su única defensa y podría mantener el campo o escudo anulador por al menos varios años más. McKay también averigua que la razón real del pacto de suicidio está de hecho conectada con el aparato. Dado que el escudo tiene solo un rango limitado de acción, la tradición de quitarse la vida fue implementada como una forma de controlar el crecimiento de la población, evitando que se expanda demasiado fuera del campo.
Ya de vuelta en el planeta, pero antes de que McKay reactive el acampo EM, un dispositivo que se encuentra en el cadáver de un Espectro en la villa comienza emitir una señal que durante largo tiempo se mantuvo desactivada. La señal provoca que una especie de pequeña sonda de reconocimiento Wraith sea enviada al planeta a investigar, topándose con el equipo del Mayor Sheppard, quienes le disparan junto a algunos nativos, quienes los acusan de ser responsables de este regreso de los Espectros. Sin embargo, McKay finalmente coloca bien el ZPM en su lugar y reactiva el dispositivo de interferencias, el cual inhabilita de inmediato a la sonda, evitando que ésta alcance a enviar de vuelta cualquier información a su nave Colmena de origen. Antes de partir, McKay revela que aunque la energía del ZPM es limitada, él ha logrado calcular una forma para expandir el escudo, permitiendo el aumento de la población y dando por innecesario el pacto de suicidio. Por su parte, Sheppard da a Keras como regalo de cumpleaños una bolsa de chocolates, comentándole que tal cosa es tradicional en los cumpleaños en su mundo.

## Producción
- El actor Courtenay J. Stevens, quien hace el papek del líder de la villa Keras, originalmente interpretó al Teniente Elliot en tres episodios de Stargate SG-1 ("Proving Ground," "Summit" y "Last Stand").[3]

## Artistas invitados
- Courtenay Stevens como Keras.
- Dominic Zamprogna como Aries.
- Sam Charles como Casta.
- Jessica Amlee como Cleo.
- Shane Meier como Neleus.
- Julie Patzwald como Pelius.
- Calum Worthy como niño cazador.
- Craig Veroni como Peter Grodin.